# Eumenes blandus
Eumenes blandus är en stekelart som beskrevs av Smith 1861. Eumenes blandus ingår i släktet krukmakargetingar, och familjen Eumenidae. Utöver nominatformen finns också underarten E. b. sumbanus.